# لامباره
لامباره (به اسپانیایی: Lambaré) شهری در کشور پاراگوئه، استان مرکزی است که جمعیت آن در سرشماری سال ۲۰۰۲ میلادی ۱۱۹٫۷۹۵ نفر بوده‌است.